# Гелдерланд
Гелдерланд (хол. Gelderland) је највећа је холандска провинција. Налази се у централном и источном делу Холандије. На североистоку се граничи са Оверејселом, на истоку са немачком савезном државом Северна Рајна – Вестфалија, на југу са Лимбургом и Северним Брабантом, на северозападу са Јужном Холандијом, на западу са провинцијом Утрехт, на северозападу са језером Велуве. Главни град провинције је Арнем, док је највећи Нејмехен. Значајан је још Апелдорн. 
Крајем 2009. провинција Гелдерланд имала је 1.999.135 становника. 
Име провинције вуче корене од некадашњег војводства Гелдерланд које је обухватало и делове данашње провинције Лимбург и део данашње Немачке (тамо је град Гелдерн).

## Географија
Гелдерланд је по површини највећа холандска провинција. По укупној површини, укључујући водену повришину, највећа провинција је Фризија. 
Гелдерланд се може поделити на 4 дела:
- Градско подручје градова Арнем и Нејмехен
- Речно подручје са Бетувеом, познато по воћарству
- Велуве са највећим шумским подручјем Холандије
- Аграрни Ахтерхук.

Друге области у Гелдерланду су област Нејмехена, Велувезом, Лимерс, Гелдерландска долина, Бомелервард, Тилервард, Подручје Мезе и Вала и долина реке Ејсел. 
Рајна са рукавцима Валом и Ејселом пресеца Гелдерланд. 
Меза чини границу са северним Брабантом. Највећа тачка провинције је Сигнал Имбос (109,9 м) у Велувеу.

## Привреда
Привреда провинције се налази на 105,5% просека ЕУ. 